# Дворцовая Слудка
Дворцовая Слудка — деревня в Пермском районе Пермского края. Входит в состав Усть-Качкинского сельского поселения.

## Географическое положение
Расположена на левом берегу реки Кама, примерно в 9 км к юго-востоку от административного центра поселения, села Усть-Качка.

## История
Упоминается с 1762 года как Слудский конный завод. В XVIII веке в деревне был конный завод, в котором выращивали лошадей для дома Строгановых и их наследников. В 1792 году в деревне было 4 двора и 19 жителей, а в 1979 году - 15 дворов и 29 жителей.

## Население
| 2010 |
| ---- |
| 15   |

## Улицы
- Камская набережная
- ул. Купцов Семериковых
- Лесная ул.
- Слудская ул.
- Солнечная ул.
- Цветочный б-р
- Янтарная ул.

## Топографические карты
- Лист карты O-40-76 Юго-камский. Масштаб: 1 : 100 000. Состояние местности на 1983 год. Издание 1984 г.